# شيتومال
شيتومال هي مدينة تقع في الساحل الشرقي ليوقطان، المكسيك وهي عاصمة ولاية كينتانا رو.